# St Helens (Merseyside)
St Helens è un nucleo urbano di 102.629 abitanti della contea del Merseyside, in Inghilterra, sede di un borgo.

## Amministrazione

### Gemellaggi
- Chalon-sur-Saône
- Stoccarda